# Izvangalaktička baza podataka Lyon-Meudon
Izvangalaktička baza podataka Lyon-Meudon (eng. Lyon-Meudon Extragalactic Database, LEDA), izvangalaktička baza podataka i skup oruđa. Pokrenuta je 1983. godine. Namijenjena je proučavanju galaktika i kozmologije. LEDA je rezultat suradnje između Lyonske promatračnice i Posebne astrofizičke promatračnice (rus. Специальная астрофизическая обсерватория РАН). 2017. godine baza podataka sadrži više od pet milijuna objekata.
Astronomski katalog Katalog glavnih galaksija zasnovan je na ovoj bazi podataka. LEDA je vremenom proširena u podatkovnu bazu HyperLEDA-u koja obuhvaća nekoliko milijuna galaktika. Nova baza nastala je spajanjem LEDA-e i HyperCAT-a tijekom 2000-ih.

## Vanjske poveznice
- Službena stranica